# Morogodesmus restans
Morogodesmus restans är en mångfotingart som beskrevs av Hoffman 1967. Morogodesmus restans ingår i släktet Morogodesmus och familjen Oxydesmidae. Inga underarter finns listade i Catalogue of Life.